# De opificio mundi
De opificio mundi („O stworzeniu świata”) – dzieło filozoficzne Filona z Aleksandrii, będące komentarzem biblijnej Księgi Rodzaju. Należy ono do zbioru pism Filona przeznaczonych dla Żydów znających prawo mojżeszowe, jak również dla osób wywodzących się z kultury helleńskiej, które mogły przejawiać zainteresowanie judaizmem.

## Treść
Dzieło Filona jest komentarzem i interpretacją opisu stworzenia świata zawartego w Księdze Rodzaju.
Świat według filozofa został stworzony przez Boga w akcie łaski i dobroci. Po stworzeniu Bóg zaczął rządzić światem, ma wpływ na jego losy, Filon porównuje go do sternika lub woźnicy. 
Świat materialny został stworzony w sześć dni:
- Dzień 1 – stworzenie nieba
- Dzień 2 – stworzenie wody na ziemi
- Dzień 3 – stworzenie roślinności na ziemi
- Dzień 4 – stworzenie gwiazd i innych ciał niebieskich
- Dzień 5 - stworzenie zwierząt (w kolejności: wodne, ptactwo, lądowe)
- Dzień 6 – stworzenie człowieka

Filozof zakłada nieistnienie czasu przed stworzeniem świata. Pierwszy człowiek był jego zdaniem najdoskonalszym człowiekiem pod względem budowy ciała i duszy, praojcem rodzaju ludzkiego. Zakłada również wyjątkowość człowieka wśród stworzeń bożych.
W dziele tym Filon, komentując Rdz 3, analizował ludzką kondycję w raju. W trakcie refleksji nad biblijnym opisem stworzenia, myśl filozofa prawie natychmiast i niepostrzeżenie przechodzi z sensu dosłownego w alegoryczny. Drzewo poznania dobra i zła jest dla niego symbolem mądrości, roztropności, dającej duszy zdolność rozeznawania. Raj dla Filona jest bowiem symbolem ludzkiej duszy. Zerwanie owoców z drzewa oznaczało naruszenie tej mądrości w duszy człowieka. Adam jest symbolem inteligencji, Ewa zaś świata zmysłów. Ewa została ukazana jako wzięta z żebra Adama w czasie jego snu, dlatego że gdy inteligencja śpi, rozbudza się zmysłowość. W raju, zmysły były pomocą inteligencji. Byli oni nadzy, co oznaczało, że przed upadkiem byli w stanie, który nie charakteryzował się ani cnotami, ani wadami. Wąż był symbolem doznawania przyjemności w sposób nieuporządkowany, które w konsekwencji sprawia, że człowiek pełza po ziemi; podążanie za tymi przyjemnościami niesie za sobą karę; człowiek skazany jest na ciężką pracę na roli, by nie być głodny. Najprawdopodobniej od Filona pośrednio zaczerpnął inspirację do analizy stanu natury ludzkiej Adama i Ewy augustynianizm i scholastyka.

## Wpływ
Dzieło Filona miało wpływ na późniejsze chrześcijańskie komentarze do Heksaemeronu takich pisarzy, jak Bazyli Wielki, Grzegorz z Nyssy, Ambroży z Mediolanu. Pośrednio wpłynęło też na refleksję Augustyna z Hippony i całej tradycji augstiańskiej, a później też scholastycznej.

## Wydania

### Wydania krytyczne
- Philonis Alexandrini Opera quae supersunt, wydali: Leopoldus Cohn i Paulus Wendland, Berlin, 1896 i 1930.
- Uaktualniony tekst Cohna i Wendlanda: De opificio mundi, R. Arnaldez (wstęp, tłumaczenie na j. franc. i przypisy), Paryż: Cerf, 1961, seria: SCh 1.

### Polskie tłumaczenie dzieła
- Filon Aleksandryjski, O stworzeniu świata, w: tenże: Pisma: O stworzeniu świata ; Alegorie praw ; O dekalogu ; O cnotach. Leon Joachimowicz (wstęp i komentarz). T. 1. Warszawa: IW "PAX", 1986. ISBN 83-211-0707-9. Brak numerów stron w książce